# Raurkela Industrialship
Raurkela Industrialship là một thị xã của quận Sundargarh thuộc bang Orissa, Ấn Độ.

## Nhân khẩu
Theo điều tra dân số năm 2001 của Ấn Độ, Raurkela Industrialship có dân số 206.566 người. Phái nam chiếm 53% tổng số dân và phái nữ chiếm 47%. Raurkela Industrialship có tỷ lệ 74% biết đọc biết viết, cao hơn tỷ lệ trung bình toàn quốc là 59,5%: tỷ lệ cho phái nam là 80%, và tỷ lệ cho phái nữ là 68%. Tại Raurkela Industrialship, 12% dân số nhỏ hơn 6 tuổi.